# هيسلر (ألبرتا)
هيسلر (بالإنجليزية: Heisler, Alberta)‏ هي قرية تقع في كندا في ألبرتا. يقدر عدد سكانها بـ 151 نسمة ومساحتها 0.76 كم2 وترتفع عن سطح البحر 725 متر.